# Ahrbach (Gelbach)
Der Ahrbach ist ein knapp dreizehn Kilometer langer Mittelgebirgsbach im Westerwald und ein nördlicher und linker Zufluss des Gelbachs, der im rheinland-pfälzischen Westerwaldkreis verläuft.

## Name
Der Fluss wird 959 als fluuio anaré erstmals erwähnt. Der Name könnte seinen Ursprung vom keltischen Wort ana-(m) für 'Sumpf' haben oder vom germanischen Wort *an(n)- für 'gewogen sein'.

## Geographie

### Verlauf
Der Ahrbach entspringt auf einer Höhe von 423 m ü. NHN im Westerwald bei Ettinghausen. Er fließt in nördlicher Richtung und mündet schließlich kurz nach Wirzenborn auf einer Höhe von 192 m ü. NHN von links in den Gelbach.

### Zuflüsse
- Ettinghauserbach (links), südlich von Ettinghausen
- Oberdorfbach (rechts), in Oberahr
- Mittelbach (links), in Oberahr
- Wolfsholzer Bach (links), 2,2 km
- Langwieserbach (links), 1,0 km
- Ruppbach (links), 1,2 km
- Holbach (links), 1,9 km

### Orte
Von seiner Quelle bis zu seiner Mündung durchfließt er folgende Orte:
Verbandsgemeinde Wallmerod
- Ettinghausen
- Oberahr
- Niederahr

Verbandsgemeinde Montabaur
- Boden
- Ruppach-Goldhausen
- Heiligenroth

## Wasserqualität
Heute dient der Ahrbach den anliegenden Tagebautongruben Kannebäckerland als Vorfluter. Das Oberflächenwasser wird in den Bach gepumpt, so dass er fast rund ums Jahr durch die Tonminerale weiß gefärbt ist. Darüber hinaus scheint mit diesen Einleitungen eine weitere Problematik verbunden zu sein. In einem Schreiben der Struktur- und Genehmigungsdirektion Nord aus 56003 Koblenz unter Aktenzeichen 312-608 unter anderem an die Fischereiberechtigten des Gelbachs (in den der Ahrbach mündet) und des Ahrbachs heißt es: „Nach den jetzt vorliegenden Untersuchungsergebnissen lagen die Gehalte an PCDD/F und dl-PCB im Muskelfleisch der Bachforellen aus dem Gelbach mit Längen oberhalb des Mindestmaßes (28 bis 35 cm Gesamtlänge) bei Werten zwischen 7,49 und 13,87 pg/g. Der rechtlich zulässige Höchstgehalt liegt bei 6,5 pg/g... Die genannten Substanzen stehen im Verdacht, erbgut- und fruchtschädigend sowie krebserregend zu sein.“ und „Die Analysenergebnisse belegen eine kritische Belastung der untersuchten Arten nicht nur im Gelbach, sondern auch in den Nebengewässern, wenngleich diese relativ uneinheitlich ausfällt und die Belastung der Schwebstoffe nicht gleichverteilt widerspiegelt.“

## Frühere wirtschaftliche Bedeutung
Am Ahrbach liegen mehrere Wassermühlen. Bei Boden die Bodener Mühle und die Wiesenmühle, bei Ruppach-Goldhausen die Goldhäuser Mühle und bei Heiligenroth die Schlatmühle, die Sabelsmühle und die Ruine der Hermoltermühle. Von der Hermoltermühle (Hermoldermühle) findet man heute (2015) nichts mehr, die Ruine wurde 1982 abgetragen. Die Sabelsmühle wird heute als Wohnhaus mit Pferdehaltung genutzt. Der zur Sabelsmühle gehörige Mühlbach existiert nicht mehr. Anders die Schlatmühle: Das Gebäude steht unter Denkmalschutz und wurde von den heutigen Besitzern liebevoll renoviert. Die alten Mühleneinbauten in den heutigen Wohnungen sind erhalten.